# NHKスペシャル「シリーズ同時3点 ドキュメント」メインテーマ『Butterfly Effect』
NHKスペシャル「シリーズ同時3点 ドキュメント」メインテーマ『Butterfly Effect』（エヌエイチケイスペシャル・シリーズドウジサンテンドキュメント・メインテーマ・バタフライエフェクト）は、『NHKスペシャル』として、2006年に1年間にわたり全8回放送されたドキュメンタリー『NHKスペシャル「同時3点 ドキュメント」』のメインテーマを収録したオリジナルサウンドトラック。 ニューエイジミュージックユニットInfinixのマキシシングル。発売元はユニバーサルミュージック。

## 解説
- 曲タイトル「Butterfly Effect」の由来は、同番組のキャッチ・コピーであった「一匹の蝶の小さな羽ばたきが、地球規模の嵐を巻き起こす。そしてそれは歴史さえも動かすことがある」から来ている[3][4][5][6][7]。
- 本作の前半は坂本勝、後半は黒木千波留がそれぞれ作曲し、一つの作品となった[3][6]。
- 本作に収録されている「Butterfly Effect」は、NHKスペシャルのメインテーマを集めたアルバム「NHKスペシャル 20年の歴史 Deluxe Edition Original Soundtrack」に再収録された[8][6]。

## 収録曲
出典:
1. Butterfly Effect
2. Butterfly Effect ~ Ambient Version

- Produce,Arrangement,Perform：Infinix
- Music：M.Sakamoto/C.Kuroki
- Violin：H.Kudo
- Cello：Yajima